# Шумелда Яків
Шумелда Яків (нар. 1914, с. Бушковичі на Посянні — 3 лютого 1993, м. Сан-Франциско, США) — український політичний і культурний діяч, політолог, правник й економіст. Студентський діяч у Празі й Берліні, провідний діяч ОУН (член ПУН), учасник Похідних Груп ОУН, член управи м. Києва (1941).
На еміграції в Німеччині й США, професор високих шкіл Сан-Франциско (США). Автор праць «Від Маркса до Маленкова» (1955), «Зміни в СССР після смерти Сталіна» (1957), «Стратегія та тактика українського визвольного руху» (1966), «На половині дороги» (1985). Автор статей з історіографії, історії українського націоналізму.

## З біографії
У 1930-ті рр. — студентський діяч у Празі (Чехословаччина) та Берліні (Німеччина; стипендіат Українського наукового інституту в Берліні).
Доповідач на 11-му з'їзді Центрального союзу українського студентства у Відні 17—18 червня 1939 та на Ювілейному з'їзді Української академічної громади у Празі 18—20 жовтня 1940.
Член теренової екзекутиви Організації українських націоналістів та Проводу українських націоналістів. З початком німецько-радянської війни 1941—45 у складі похідних груп ОУН дістався Києва, де став членом управи міста, керівником відділу скарг і пропозицій (до кінця листопада 1941), був головою секретаріату центрального керівництва ОУН. Вів організаційну роботу, розробив інструкції і статути для новостворених «Просвіт». У грудні 1941 заарештований гестапо; звільнений до повного з'ясування справи, перейшов у підпілля. По війні емігрував спочатку до Німеччини, де викладав у Високій економічній школі в Мюнхені (1946—48) політекономію, економічну політику, історію соціально-економічних доктрин, а згодом — до США.

Професор вищих навчальних закладів Сан-Франциско (шт. Каліфорнія, США).
Дослідник історії українського націоналізму та еміграційного студентського руху, питань внутрішньої політики СРСР. Автор наукових праць, у тому числі біографії генерала М.Капустянського (1985), статей, рецензій в еміграційній періодиці («Український історик», «Визвольний шлях» та ін.).

Помер у м. Сан-Франциско.